# Ніл Вуд
Ніл Ентоні Вуд (англ. Neil Anthony Wood; нар. 4 січня 1983, Стретфорд) — англійський футболіст і футбольний тренер. З травня 2022 року є головним тренером клубу «Солфорд Сіті»